# Sorelle Soong

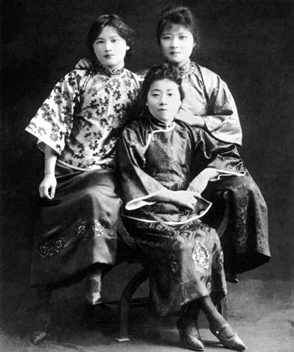
Le tre sorelle Soong: Soong Ching-ling (a sinistra), Soong Ai-ling (al centro) e Soong Mei-ling (a destra)

Le sorelle Soong (cinese: 宋氏姐妹; pinyin: Sòngshì Jiěmèi), Soong Ai-ling, Soong Ching-ling e Soong Mei-ling, erano tre sorelle della città di Wenchang, sull'isola di Hainan. Cresciute come cristiane ed educate negli Stati Uniti, le tre sorelle sposarono tutte uomini potenti, rispettivamente Kong Xiangxi, Sun Yat Sen e Chiang Kai-shek. Insieme ai loro mariti, divennero tra le figure politiche più significative della Cina dell'inizio del XX secolo.
Il padre era il ministro metodista Charlie Soong, istruito negli Stati Uniti, che fece fortuna nel settore bancario e della stampa. La madre era Ni Kwei-tseng (倪桂珍 Ní Guìzhēn), anch'essa metodista che proveniva da una famiglia episcopale. Tutte e tre le sorelle frequentarono il Wesleyan College di Macon, Georgia, Stati Uniti. Mei-ling, tuttavia, lasciò Wesleyan e alla fine si laureò al Wellesley College nel Massachusetts. I loro tre fratelli erano tutti funzionari di alto rango nel governo della Repubblica di Cina, uno dei quali era T. V. Soong.

## Storia

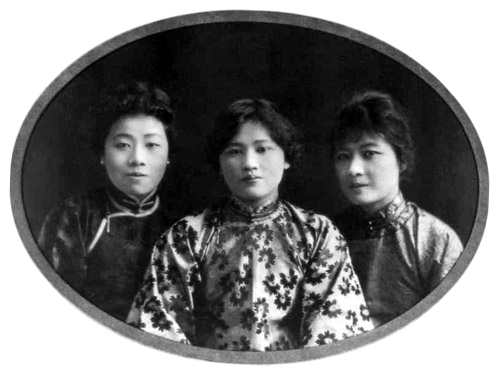
Le sorelle Soong nella loro giovinezza

Nel corso della loro vita, ognuna delle sorelle seguì le proprie convinzioni in termini di sostegno al Kuomintang (KMT; nazionalisti) o ai comunisti (PCC). Negli anni '30, Soong Ai-ling e Mei-ling erano le due donne più ricche della Cina. Entrambe sostenevano i nazionalisti.
Nel 1937, quando scoppiò la seconda guerra sino-giapponese, tutte e tre si riunirono dopo una separazione di 10 anni nel tentativo di unire il KMT e il PCC contro l'esercito imperiale giapponese. Soong Ai-ling si dedicò al lavoro sociale, come l'aiuto ai soldati feriti, ai rifugiati e agli orfani. Donò cinque ambulanze e 37 camion all'esercito di Shanghai e all'aeronautica, insieme a 500 uniformi in pelle.

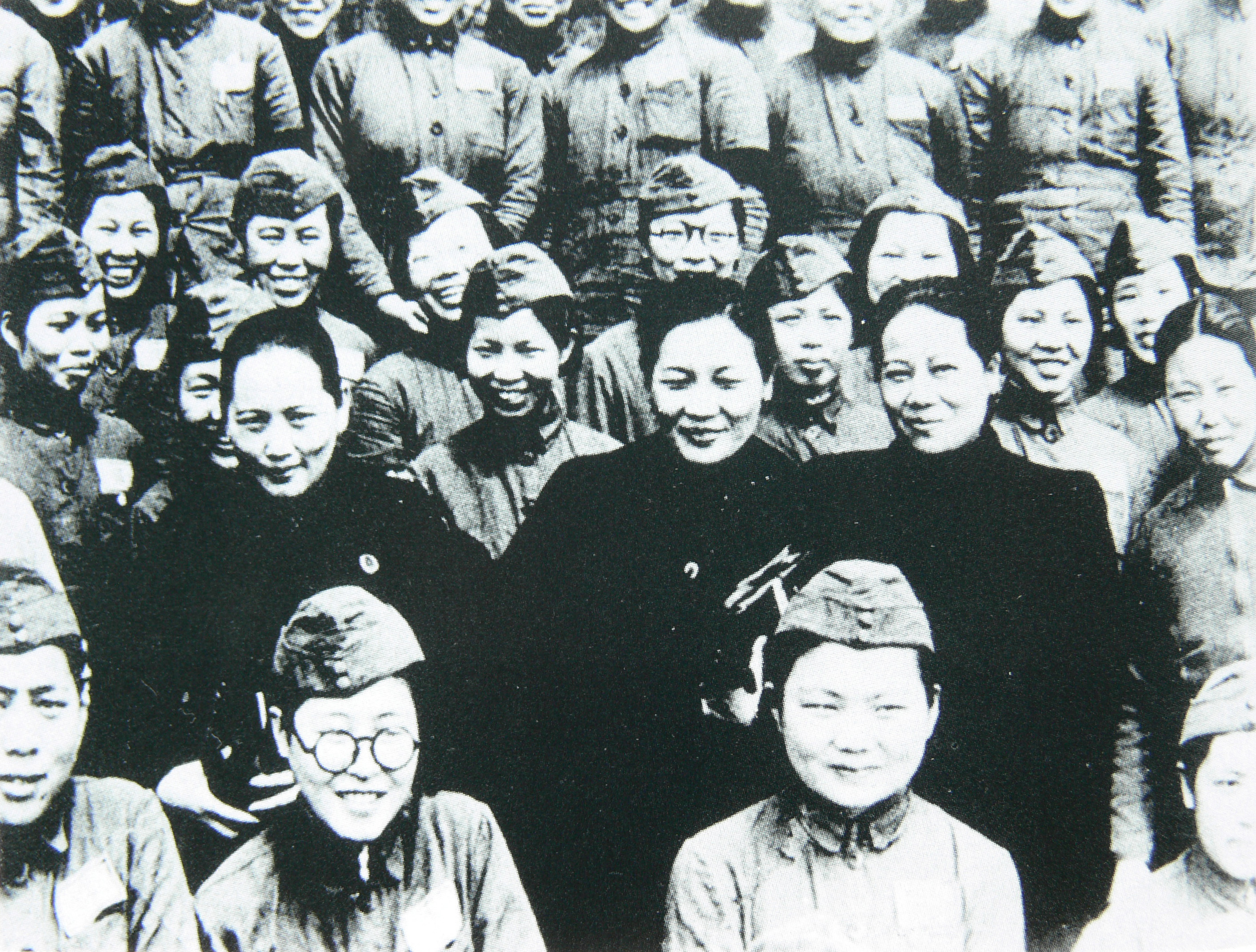
Le tre sorelle in visita alle soldatesse nazionaliste

Quando i giapponesi occuparono Nanchino e Wuhan, le tre sorelle si trasferirono a Hong Kong. Nel 1940 tornarono a Chongqing e fondarono le Cooperative Industriali Cinesi, con cui aprirono opportunità di lavoro per le persone attraverso la tessitura, il cucito e altri mestieri. Le sorelle visitavano spesso scuole, ospedali, orfanotrofi, rifugi antiaerei e aiutavano le comunità dilaniate dalla guerra lungo il percorso.

## Le tre sorelle
| Nome italiano    | Nome cinese          | Descrizione |
| ---------------- | -------------------- | --- |
| Soong Ai-ling    | 宋藹齡 Sòng Ǎilíng   | La sorella maggiore (1889–1973). Sposò uno dei più ricchi uomini d'affari e ministro delle Finanze della Cina, Kong Xiangxi. |
| Soong Ching-ling | 宋慶齡 Sòng Qìnglíng | La seconda sorella (1893–1981). Sposò Sun Yat-sen, "padre della Cina" e il primo presidente della Repubblica di Cina, in Giappone il 25 ottobre 1915. Più tardi lei ruppe i legami con la sua famiglia e sostenne i comunisti, rimanendo nel paese dopo la presa del potere da parte del Partito Comunista Cinese. Divenne presidente della Repubblica Popolare Cinese con Dong Biwu dal 1968 al 1972 e presidente onorario nel 1981, poco prima della sua morte e poco prima dell'adozione della costituzione nel 1982. |
| Soong Mei-ling   | 宋美齡 Sòng Měilíng  | La sorella più giovane (1898–2003). Era una leader politica di spicco, moglie e compagna di potere di Chiang Kai-shek, leader del Kuomintang (KMT), comandante in capo degli eserciti cinesi e poi presidente della Repubblica di Cina. |

I loro matrimoni e le loro presunte motivazioni sono stati riassunti nel detto di Mao Zedong "Uno amava il denaro, uno amava il potere, uno amava il suo paese" (cinese: 一個愛錢、一個愛權、一個愛國; pinyin: Yīgè ài qián, yīgè ài quán, yīgè ài guó) riferendosi ad Ai-ling, Mei-ling e Ching-ling in quest'ordine.

### Filmografia
- The Soong Sisters, il pluripremiato film di Hong Kong del 1997 che ritrae la vita delle tre sorelle